# Municipio de Sugar Creek (condado de Stark)
El municipio de Sugar Creek (en inglés: Sugar Creek Township) es un municipio ubicado en el condado de Stark en el estado estadounidense de Ohio. En el año 2010 tenía una población de 6546 habitantes y una densidad poblacional de 74,27 personas por km².

## Geografía
El municipio de Sugar Creek se encuentra ubicado en las coordenadas 40°41′30″N 81°36′7″O / 40.69167, -81.60194. Según la Oficina del Censo de los Estados Unidos, el municipio tiene una superficie total de 88.13 km², de la cual 87,95 km² corresponden a tierra firme y (0,21 %) 0,19 km² es agua.

## Demografía
Según el censo de 2010, había 6546 personas residiendo en el municipio de Sugar Creek. La densidad de población era de 74,27 hab./km². De los 6546 habitantes, el municipio de Sugar Creek estaba compuesto por el 98,37 % blancos, el 0,29 % eran afroamericanos, el 0,08 % eran amerindios, el 0,24 % eran asiáticos, el 0,29 % eran de otras razas y el 0,73 % eran de una mezcla de razas. Del total de la población el 0,6 % eran hispanos o latinos de cualquier raza.